# Нанофильтрация
Нанофильтрация – баромембранный процесс очень близкий к процессу обратного осмоса по механизму  разделения, схеме организации, типам мембран и применяемому оборудованию. 
Тупиковый режим для процесса нанофильтрации не применяется, т.к. такой режим фильтрации неизбежно приводит к быстрому забиванию мембраны. Т.о. процесс нанофильтрации может использоваться только в тангенциальном режиме фильтрования, т.е. при наличии потока жидкости, движущегося вдоль мембранной поверхности и смывающего отделяемые загрязнения. 
Нанофильтрация – это процесс разделения жидкости на мембранной поверхности, имеющей менее плотный и более проницаемый селективный слой, чем для обратного осмоса. Соответственно, нанофильтрационые мембраны имеют пониженную селективность и повышенную проницаемость в сравнении с мембранами обратного осмоса, т.о. нанофильтрационные мембраны  работают при меньшем рабочем давлении при заданной производительности. 
Рабочее давление нанофильтрации обычно лежит в пределах 3-50 бар.
Фактически, нанофильтрация – это баромембранный процесс разделения по своей природе занимающий промежуточное положение между обратным осмосом и ультрафильтрацией, в котором мембраны не пропускают частицы и растворенные молекулы размером свыше 2 нм.

## Применение
Основное применение нанофильтрационных мемран нашли для следующих целей:
- высокоселективного удаления из обрабатываемой жидкости общего органического углерода без кардинального изменения солевого состава
- глубокого удаления органики с коррекцией солевого состава
- умягчения воды
- предварительной обработки морской воды перед ее опреснением
- удаление цветности
- удаления коллоидного кремния